# Cammy Potter
Cammy Potter (4 de enero de 1969) es una deportista estadounidense que compitió en snowboard. Ganó una medalla de bronce en el Campeonato Mundial de Snowboard de 1996, en la prueba de halfpipe.

## Medallero internacional
| Campeonato Mundial | Campeonato Mundial | Campeonato Mundial | Campeonato Mundial |
| Año                | Lugar              | Medalla            | Competición        |
| ------------------ | ------------------ | ------------------ | ------------------ |
| 1996               | Lienz (Austria)    | Medalla de bronce  | Halfpipe           |